# Mezezios
Mezezios (en grec Μιζίζιος), Mezezius ou Mecetius (en latin) et probablement de son vrai nom Mejēj Gnouni (en arménien Մժեժ Գնունին) est un membre de la cour de l'empereur Constant II, puis un usurpateur de l'empire byzantin pendant sept mois de 668 à 669.

## Biographie
Selon une lettre du pape Grégoire II à l'empereur Léon III, il aurait été comte de l'Opsikion. Mais ce qualificatif est actuellement mis en doute, et il parait plus probable que le pape voulait dire « capitaine de la garde » (en latin : obsequium) de Constant II. La Chronique de Michel le Syrien le qualifie de « patrice ».
En 663, afin de protéger les provinces occidentales et la Sicile des risques d'invasions arabes, l'empereur Constant II établit sa capitale à Syracuse, laissant l'administration des provinces orientales à son fils Constantin IV. Parmi les nobles qui l'accompagnent figure Mezezios, un noble d'origine arménienne, probablement de la famille Gnouni. Le fardeau financier qui repose ainsi sur la Sicile provoque un grave mécontentement local. Le 15 septembre 668, il est assassiné par un de ses serviteurs qui le frappe pendant son bain avec le vase dont il se servait pour lui verser de l'eau sur la tête. La raison du meurtre est inconnue, mais selon la lettre du pape Grégoire II, ce sont les évêques siciliens qui auraient ordonné le meurtre, car ils considéraient Constant II comme hérétique. 
Mezezios est alors proclamé empereur contre son gré, mais il ne parvient pas à rallier le soutien de la population locale et des troupes impériales. Constantin IV monte une expédition pour vaincre la révolte et l'usurpation. Certaines sources prétendent que lorsqu'il arriva en Sicile, Mezezios avait été tué par des partisans voulant montrer leur loyauté, tandis que d'autres sources affirment que Constantin IV a personnellement vaincu et tué Mezezios.
Il laisse un fils, Iohannes, qui continua la révolte avant d'être vaincu à son tour par Constantin IV.